# 83 Leonis Bb
83 Leonis Bb è un pianeta extrasolare in orbita alla stella 83 Leonis B.
Il pianeta è stato scoperto nel 2005 dal team del California and Carnegie Planet Search, che ha usato il metodo della velocità radiale per individuarlo.
Era uno dei pianeti più piccoli conosciuti al momento della scoperta, avendo una massa che è meno della metà di quella di Saturno. Segue un'orbita circolare molto vicina alla propria stella, con un periodo orbitale di soli 17 giorni.